# Cardioglossa gracilis
Cardioglossa gracilis Boulenger, 1900 è un anfibio anuro, appartenente alla famiglia degli Artroleptidi.

## Distribuzione e habitat
È presente dalla Nigeria sudorientale alla Repubblica Democratica del Congo nordoccidentale (e presumibilmente nell'adiacente Repubblica Centrafricana) attraverso il Camerun meridionale e il Gabon, in aree boschive al di sotto dei 1200 m di altitudine; segnalato nella Provincia di Uíge nell'Angola nordoccidentale.